# Säkylä
Säkylä es un municipio de Finlandia.
Säkylä se ubica en la provincia de Finlandia Occidental y forma parte de la Región de Satakunta. El municipio cuenta con una población de 4.503 (30 de junio de 2015) y cubre una área de 268.44 km² de los cuales 107.89 km² son agua. La densidad de población es 28 habitantes por km² (30 de junio de 2015). El municipio de Köyliö fue fusionado con Säkylä el 1 de enero de 2016.
El municipio es monolingüista y su idioma oficial es el finlandés.
Säkylä es conocida como la casa de las Fuerzas Armadas de Finlandia (Brigada de Pori) y por la grande y exitosa industria alimentaria. Los empresarios más grandes son Säkylä Garrison (Brigadade Poi), Lännen Tehtaat Plc, Broilertalo Oy, El Municipio de Säkylä, la Federación Intermunicipal de Salud Pública, y Sucros de Säkylä.
Por su diversidad de naturaleza, Säkylä tiene una posición especial entre los municipios finlandeses. El lago de Säkylä Pyhäjärvi (Säkylän Pyhäjärvi), situado principalmente en el área de Säkylä, es el lago más grande en el suroeste de Finlandia. Es renombrado por su agua limpia y clara, cosechas grandes de peces, y el mantenimiento de su estado natural está asegurado por los propios esfuerzos de los habitantes, el municipio, y la industria local. Insectos encontrados en ningún otro lugar de Finlandia se mantienen en la Cresta de Säkylänharju. La fauna y flora de la cresta incluyen muchas especies rara y otras acechadas.
El lago Pyhäjärvi es un lago versátil de pájaros. Durante el año, prácticamente toda el agua y pájaros de orilla de las aguas finlandesas se encuentran allí.
Säkylä es la casa original del Antti farmstead, hoy en día es un objeto del museo al aire libre en Helsinki.